# Солдатська слобідка (Сімферополь)
Солдатська слобідка (крим. Asker maallesı) — історична місцевість Сімферополя, в Залізничному районі міста.

## Опис

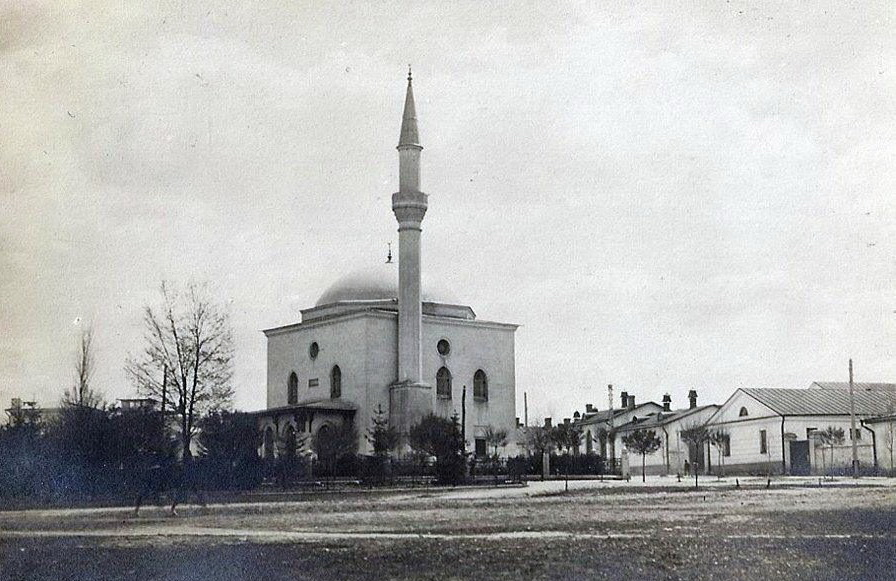
Мечеть Валіде-Шериф Драгунського кінного полку на розі вулиць нинішніх вулиць Калініна та Крейзера, 1912 рік

На вулиці Ескадроній розташовувався військовий табір російської армії, Солдатська слобода тяглася від Ескадроної вулиці до Казанської вулиці, саме там були й будинки офіцерів.
На Гоголя, 60 у двоповерховому будинку проживав генерал із сім'єю, відомі й інші будинки служивих у цьому районі.
Головні вулиці: Гоголя, Павленка, Ескадронна, Калініна, Крейзера, Хацко, Червоногвардійська.

### 7-е військове містечко
Розташоване між вулицями Калініна та Ескадронною. Його історія бере початок ще з ХІХ століття, коли в місті розміщувався ескадрон, а потім — Кримський драгунський кінний полк. У повоєнні роки, аж до 1997 року, там квартирував один із мотострілкових полків 126-ої Горлівської мотострілецької дивізії Одеського військового округу (правонаступницею дивізії стала нинішня однойменна 126-та окрема бригада берегової оборони ЧФ). До російської анексії Криму в 2014 році містечко використовувалося як пункт постійної дислокації 406-ої окремої бригадної артилерійської групи ВМС України, підрозділу військової служби правопорядку. Ще там був військовий оркестр, «афганський» музей, склад речового майна тощо.
Нині у 7-му військовому містечку дислокуються окупаційні флотські підрозділи: один із ремонтно-відновлювальних батальйонів 133-ої бригади матеріально-технічного забезпечення, 224-ий батальйон управління 22-го армійського корпусу та, за деякими даними, служби штабу цього корпусу.